# Moviment d'Alliberament del Districte de la Frontera del Nord
El Moviment d'Alliberament del Districte de la Frontera del Nord (MADFN) fou un moviment d'alliberament dels somalis de Kenya que reclamaven la unió de la regió del Nord (abans Província de la Frontera del Nord) a Somàlia. Aquesta reclamació tenia el suport del Partit Progressista Popular de la Província del Nord (PPPPN), el Partit Democràtic de la Província del Nord (PDPN), i la Unió Nacional Popular de la Província del Nord (UNPPN), fundats el 1960, que representaven a la majoria de la població somali.
El moviment es va crear a la segona meitat del 1963 amb el suport de Somàlia i va començar la seva lluita el novembre o desembre del mateix any. Els enfrontaments amb l'exèrcit kenyata van durar anys. L'octubre del 1967 Kenya i Somàlia van signar un acord de pau, però grups de guerrillers van continuar operant. Encara a finals del segle XX s'informava periòdicament de petits atacs aïllats, però probablement obra d'individuals i no del MADFN o organitzacions que l'haguessin pogut succeir. El tancament de la regió del Nord-est de Kenya (successora de la regió del Nord) després anomenada Província del Nord-est, impedia l'arribada d'informacions sobre la situació.
Cal pensar que sense suport somali el Moviment no va tenir gaire vida després del 1967.